# Šílený kůň
Šílený kůň  (překládán také jako Splašený kůň, příp. Bláznivý kůň, anglicky Crazy Horse, lakotsky Tȟašúŋke Witkó; asi 1845, Bear Butte, Jižní Dakota – 5. září 1877, Fort Robinson, Nebraska), byl válečný náčelník indiánského kmene Lakotů (Siouxů), skupiny Oglala. Je považován za jednoho z nejvýznamnějších náčelníků, který se v druhé polovině 19. století proslavil především vítězstvím nad armádou USA v bitvách u Rosebudu a Little Bighornu.

## Dětství
O přesném datu a místu, kde se Šílený kůň narodil, se vedou spory. Podle vzpomínek jeho vrstevníků se usuzuje, že se narodil mezi roky 1840 a 1845. Nejčastěji se jako jeho rodné místo uvádí okolí Bear Butte anebo Rapid Creek, obojí v Jižní Dakotě. Jeho otec, původně stejného jména, Tȟašúŋke Witkó (později se přejmenoval na Waglúla – Červ), byl medicinmanem Oglalů, jeho matka, Žena s chrastící dekou (Rattling Blanket Woman) pocházela z kmene Brulé. Když se Šílený kůň narodil, dostal dětské jméno Kudrnatý (Curly), tedy jméno, které odkazovalo na jeho světlejší a vlnitější vlasy, které byly spolu s jeho světlou pletí mezi Lakoty poněkud neobvyklé. Jeho matka brzy zemřela a tak se na výchově malého chlapce podílela sestra jeho matky, Pěkná žena (Good Looking Woman).
Mezi první kontakty malého Šíleného koně s bílými lidmi patřil útok poručíka Grattana a jeho vojáků na tábor Lakotů (tzv. Grattanův masakr, 19. srpna 1854), během něhož byl zabit náčelník Porážející medvěda (Conquering Bear). Šílený kůň krátce poté získal svou vizi, která podle lakotské tradice předurčila jeho další budoucnost. Během konce 50. a počátku 60. let 19. století si Šílený kůň v nejrůznějších šarvátkách a potyčkách s nepřátelskými kmeny získává uznání svých soukmenovců coby výjimečně statečný bojovník.

## Války s bílým mužem
Po masakru Šajenů u Sand Creeku v Coloradu v roce 1864 se Lakotové spojili s Šajeny, aby společně čelili přívalu Američanů na své území. Pod vedením náčelníka Lakotů Rudého oblaka se mladý Šílený kůň účastní lednových nájezdů Indiánů na město Julesburg v Coloradu (7. ledna 1865) a na oblast kolem řeky South Platte (v lednu téhož roku).
V červnu roku 1865 Šílený kůň spolu s dalšími napadá vojáky u potoka Horse Creek a později, 25.–26. července se vyznamenává jako návnada při pasti na vojáky u Platte Bridge. Statečnost a obrovská odvaha přinesla Šílenému koni své ovoce: stává se válečným náčelníkem (lakotsky Ógle Tĥáŋka Un).
V letech 1866–1868 pokračovala válka Rudého oblaka se Spojenými státy. Lakotové a Šajeni napadají vojenské pevnosti podél celé tzv. Bozemanovy cesty, po níž putovaly stovky osadníků dál na západ. Šílený kůň vede své bojovníky v mnoha šarvátkách s vojáky a znovu slaví úspěch coby návnada při vylákání osmdesáti vojáků z pevnosti Fort Phil Kearney, aby je následně Indiáni do jednoho v prérii pobili (tzv. Fettermanův masakr, 21. prosince 1866). Tato taktika se Indiánům vyplatila, protože Spojené státy ustoupily a 6. listopadu 1868 byla v pevnosti Fort Laramie podepsána mírová smlouva mezi generálem Williamem T. Shermanem a náčelníkem Rudým oblakem. Tato smlouva zaručovala Indiánům právo na nerušený lov bizonů na jejich území, stažení amerických vojáků z pevností v tomto území a uzavření tzv. Bozemanovy cesty.
Radost z vítězství Indiánů nad armádou USA kalila (v té době již proslavenému) Šílenému koni událost, která proti sobě popudila některé klany mezi Lakoty. Šílený kůň odjel na výpravu s Černou bizoní ženou (Black Buffalo Woman), která byla do té doby manželkou Žádné vody (No Water). Žádná voda oba milence dohnal a nečekaně na Šíleného koně vystřelil. Kulka však prošla Šílenému koni horní čelistí na pravé tváři a Šílený kůň přežil. Spor ale rozdělil Lakoty na dva tábory, a Šílený kůň následně ustoupil: Černá bizoní žena se vrátila ke svému původnímu manželovi. Kvůli vzniklým problémům byl Šílenému koni odebrán titul válečného náčelníka. Ještě v témž roce (1868) se Šílený kůň oženil s Černou šálou (Black Shawl), která mu porodila dceru pojmenovanou Oni se jí bojí (They Are Afraid Of Her).

## Bitva u Little Big Hornu
Počátkem 70. let 19. století se na Šíleného koně valí jedna rána osudu za druhou. V Černých horách (lakotsky Paha Sápa), které byly pro Lakoty posvátné, bylo Američany objeveno zlato. Navzdory podepsané mírové smlouvě z roku 1868 se do těchto míst začaly vydávat první expedice zlatokopů a stavět nové osady. V roce 1871 zlatokopové zabili Malého jestřába, mladšího bratra Šíleného koně. V témž roce zemřela jeho tříletá dcera na nemoc přivlečenou bělochy: choleru. I přes protesty Rudého oblaka se zvětšoval příval nových osadníků na území Lakotů a Šajenů, docházelo k mnoha menším šarvátkám mezi oběma stranami.
V srpnu roku 1872 se Šílený kůň se svými muži přidává k výpravě náčelníka lakotských Hunkpapů Sedícího býka (anglicky Sitting Bull, lakotsky Tĥatĥáŋka Íyotake) proti vojákům, kteří v rozporu s mírovou smlouvou doprovázeli stavbaře Severní pacifické dráhy. Bitva u potoka Arrow Creek byla prvním střetnutím mezi Lakoty a americkými vojáky od smlouvy z Laramie. Další drobnější střety pak pokračovaly. Americká vláda nedokázala čelit tlaku zlatokopů, železnice a nových osadníků a vytvořila několik menších rezervací, do nichž se měli Lakotové a Šajeni stáhnout z prérií. Šílený kůň, stejně jako Sedící býk, to odmítl a zůstával se svými lidmi dál na původním území Lakotů.
V roce 1876 byly vyslány tři vojenské oddíly pod vedením generála George Crooka, plukovníka Johna Gibbona a generála Alfreda Terryho (včetně 7. kavalerie s podplukovníkem Custerem), aby přiměly vzpurné Indiány ke stažení do rezervací. Dne 17. června 1876 se spojené síly Šíleného koně a Sedícího býka střetly s vojáky generála Crooka v bitvě u Rosebudu a zahnaly jeho 1 000 vojáků a 300 indiánských stopařů na ústup. Jen o několik dní později, 25. června 1876 zaútočil na obrovský tábor Lakotů a Šajenů ambiciózní podplukovník Custer se svou Sedmou kavalerií, viz bitva u Little Big Hornu.
Custer, aniž by znal velikost a bojeschopnost tábora Lakotů a severních Šajenů (která ve skutečnosti mnohonásobně přesahovala jeho možnosti), rozdělil své síly a zaútočil ze tří směrů na indiánské ležení. Indiáni nejprve odrazili útoky majora Rena z jihu (Reno ustoupil a zakopal se na strmých březích říčky Little Bighorn), aby poté donutili k ústupu i samotného Custera (třetí oddíl kapitána Benteena moudře ustoupil sám poté, co zjistil, proti jak velké přesile stojí). Výsledkem protiútoku Lakotů a Šajenů pod vedením Šíleného koně a náčelníka Žluče (lakotsky Phizí) bylo vyhlazení Custerova oddílu včetně velitele samotného. Jednalo se o nejdrtivější porážku armády USA do té doby.

## Poslední roky života Šíleného koně
I přes porážku v bitvě u Little Bighornu pokračovali vojáci v pronásledování těch Indiánů, kteří se nestáhli do rezervací. Dne 9. září 1876 se znovu utkal Šílený kůň se svými asi 800 bojovníky s vojáky generála Crooka poté, co přispěchali na pomoc napadenému táboru náčelníka Mnikonžuů Amerického koně u Slim Buttes. Sedící býk se svými lidmi opustil území Spojených států, aby našel azyl v Kanadě, mnozí další náčelníci se vzdali v rezervacích, jen Šílený kůň odmítl jak opustit rodnou půdu, tak žít v rezervacích.
V lednu 1877, během třeskuté zimy, se Šílený kůň společně s šajenským náčelníkem Dva měsíce pokusil domluvit s generálem Milesem na příměří, avšak došlo k vzájemné přestřelce (tzv. bitva u Wolf Mountain). Lakotové, kteří ještě stále zůstávali se Šíleným koněm, byli armádou nuceni k neustálému pohybu v mrazivých teplotách, lidé začínali hladovět. Během zimy a jara 1877 se mnoho Indiánů vzdalo v rezervacích.
V březnu téhož roku se za Šíleným koněm z rezervace vydal jeho strýc, náčelník Skvrnitý ohon, aby ho přemluvil k stažení se do rezervace. Neuspěl, a tak byl 27. dubna vyslán náčelník Rudý oblak s týmž úkolem. Šílený kůň, s ohledem na své vyhladovělé a vyčerpané nejvěrnější, slíbil, že se vzdá. Dne 6. května 1877 se Šílený kůň se svými několika sty Lakoty vzdal v rezervaci Rudého oblaka v pevnosti Fort Robinson.
Protože ke Šílenému koni v té době vzhlíželo mnoho Indiánů, snažili se mu Američané předcházet a víc ho připoutat k životu v rezervaci. Byl jmenován důstojníkem indiánských zvědů v armádě a pozván do Washingtonu, D.C. Šílený kůň cestu na východ stále odříkal a v srpnu 1877 odmítl jít bojovat proti Indiánům Nez Percé, kteří utekli z rezervace v Idahu. Úcta, kterou Šílený kůň požíval mezi ostatními Indiány, a pozornost, které se mu dostávalo od vlády USA, vzbuzovaly stále větší žárlivost mezi ostatními (zejména Skvrnitým ohonem a Rudým oblakem), a znovu se otevřely staré spory mezi jednotlivými klany. O Šíleném koni se začaly šířit nepravdivé informace, že se chystá utéct z rezervace či dokonce zavraždit generála Crooka.
Když odvezl svou ženu, která onemocněla cholerou, k jejím rodičům v rezervaci Skvrnitého ohona, Američané skutečně uvěřili, že se pokouší o útěk. Pod záminkou, že musí vše objasnit, ho 5. září 1877 přiměli se vrátit se do Fort Robinson, kde se ho vojáci za pomoci indiánské policie pokusili zatknout. Šílený kůň vzdoroval a během potyčky byl probodnut bajonetem vojáka Williama Gentilese, zatímco mu držel ruce jeho bývalý spolubojovník (nyní člen Indiánské policie) Malý velký muž. Šílený kůň, ve věku okolo 30–35 let, ještě téže noci zemřel. Jeho rodiče pohřbili tělo kdesi v Badlands.

## Sporná fotografie Šíleného koně

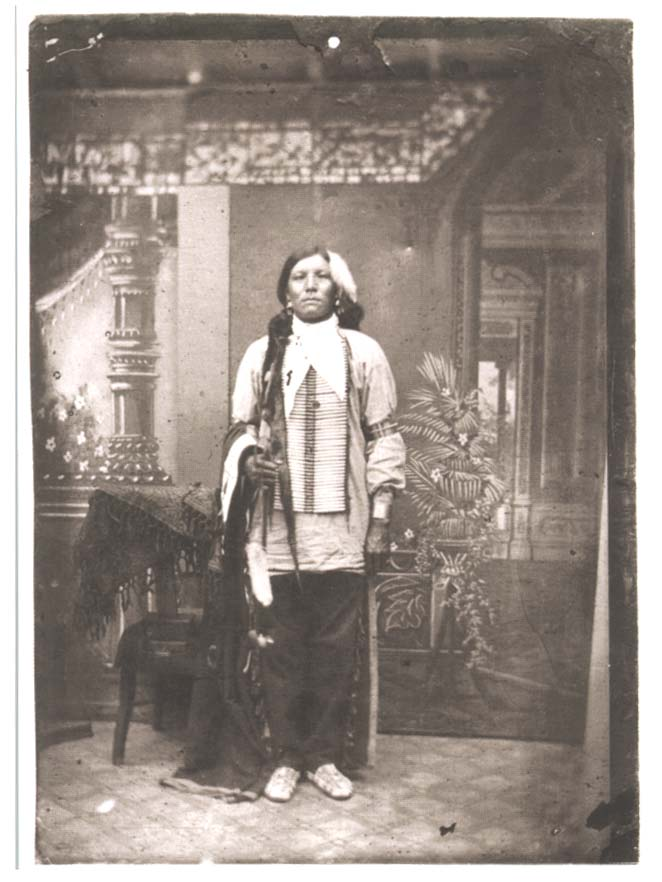
Údajná fotografie Splašeného koně

Šílený kůň se zapsal do historie i tím, že se údajně nikdy nenechal vyfotografovat. Bylo to vysvětlováno jeho vírou v tradice Lakotů, kteří fotografování mnohdy odmítali z obavy ze ztráty duše. Když byl učiněn pokus vyfotografovat Šíleného koně poté, co umírající ležel ve vojenském baráku ve Fort Robinson, Šílený kůň to odmítl.
V roce 2003 zakoupilo Muzeum Custerova bojiště v Montaně fotografii pořízenou fotografem Jamesem Hamiltonem, o níž se začalo mluvit jako o fotografii Šíleného koně. Fotografie byla zkoumána mnoha odborníky, avšak ani poté nebylo možné s jistotou říct, že se skutečně jedná o Šíleného koně. Muž na fotografii má skutečně některé shodné charakteristiky se slavným náčelníkem Lakotů (např. účes, světlejší barva vlasů a pleti oproti jiným Indiánům), kritici však upozorňují na to, že není vidět jizva, kterou Šílený kůň měl na levé tváři od incidentu s Žádnou vodou. Zarážející je také fakt, že se fotografie objevila až nyní, po tolika letech.